# Philip Dorn
Philip Dorn, pseudonimo di Hein van der Niet, conosciuto anche come Frits van Dongen (Scheveningen, 30 settembre 1901 – Los Angeles, 9 maggio 1975), è stato un attore olandese.

## Biografia
Olandese di nascita, Philip Dorn iniziò la carriera artistica in patria, debuttando sulle scene teatrali appena quattordicenne. Con lo pseudonimo di Frits van Dongen divenne un idolo delle matinée e, all'inizio degli anni trenta, proseguì la sua carriera di attore in Germania, lavorando in produzioni cinematografiche tedesche.
Allo scoppio della seconda guerra mondiale lasciò l'Europa e raggiunse gli Stati Uniti, debuttando a Hollywood con la pellicola Enemy Agent (1940). Nella prima metà degli anni quaranta fu impiegato in ruoli di elegante seduttore europeo e di tedesco antinazista, comparendo, fra gli altri, in popolari film come Le fanciulle delle follie (1941), Il tesoro segreto di Tarzan (1941), Prigionieri del passato (1942) e La grande fiamma (1942). In quest'ultima pellicola, Dorn interpretò il ruolo di Robert Cortot, sospettato di collaborazionismo nella Francia occupata, ma in realtà doppio agente votato alla causa degli alleati, fidanzato con una frivola parigina (Joan Crawford) che diventa una devota e disinteressata combattente per la libertà. Dorn comparve in un'altra pellicola bellica di propaganda, Il giuramento dei forzati (1944), accanto a Humphrey Bogart e Michèle Morgan, dopodiché, al termine del conflitto, rallentò sensibilmente l'attività e apparve sempre meno sugli schermi americani. Tra le sue sporadiche interpretazioni nella seconda metà del decennio, sono da ricordare quelle nei film Mamma ti ricordo (1948) e l'avventuroso Il ritorno del kentuckiano (1949), pellicola che vide protagonisti John Wayne e Oliver Hardy, e in cui Dorn interpretò il ruolo del colonnello Georges Geraud.
Dorn concluse la propria esperienza hollywoodiana con i film K2 operazione controspionaggio (1950) e Il vascello misterioso (1951), dopodiché fece ritorno in Germania e recitò ancora sul grande schermo tornando al precedente nome d'arte di Frits van Dongen, ma la sua carriera non ebbe praticamente più seguito. Un infortunio occorsogli mentre era impegnato sul palcoscenico nel 1955 lo costrinse al ritiro dall'attività artistica. Dopo l'abbandono delle scene, complici i problemi di salute, l'attore condusse un'esistenza ritirata nella sua casa in California. Sposatosi due volte, la prima con Cornelia Maria Twilt (dal 1921 al 1930) e la seconda nel 1933 con l'attrice olandese Marianne van Dam, Dorn morì a Los Angeles per un attacco cardiaco il 9 maggio 1975, all'età di 73 anni.

## Filmografia
- Op hoop van zegen, regia di Alex Benno (1934)
- De Big van het regiment, regia di Max Nosseck (1935)
- De kribbebijter, regia di Henry Koster ed Ernst Winar (1935)
- Op Stap, regia di Ernst Winar (1935)
- Rubber, regia di Johann De Meester e Gerard Rutten (1936)
- Der Tiger von Eschnapur, regia di Richard Eichberg (1938)
- Sangue d'artista (Immer wenn ich glücklich bin..!), regia di Carl Lamac (1938)
- La peste di Parigi (Verwehte Spuren), regia di Veit Harlan (1938)
- Der Hampelmann, regia di Karl Heinz Martin (1938)
- Il sepolcro indiano (Das indische Grabmal), regia di Richard Eichberg (1938)
- Verso l'amore (Die Reise nach Tilsit), regia di Veit Harlan (1939)
- Enemy Agent, regia di Lew Landers (1940)
- Ski Patrol, regia di Lew Landers (1940)
- Diamond Frontier, regia di Harold D. Schuster (1940)
- Incontro senza domani (Escape), regia di Mervyn LeRoy (1940)
- Le fanciulle delle follie (Ziegfeld Girl), regia di Robert Z. Leonard e Busby Berkeley (1941)
- Underground, regia di Vincent Sherman (1941)
- Il tesoro segreto di Tarzan (Tarzan's Secret Treasure), regia di Richard Thorpe (1941)
- Calling Dr. Gillespie, regia di Harold S. Bucquet (1942)
- Prigionieri del passato (Random Harvest), regia di Mervyn LeRoy (1942)
- La grande fiamma (Reunion in France), regia di Jules Dassin (1942)
- Chetniks, regia di Louis King (1943)
- Paris After Dark, regia di Léonide Moguy (1943)
- Il giuramento dei forzati (Passage to Marseille), regia di Michael Curtiz (1944)
- Blonde Fever, regia di Richard Whorf (1944)
- I fuggitivi delle dune (Escape in the Desert), regia di Edward A. Blatt (1945)
- Non ti appartengo più (I've Always Loved You), regia di Frank Borzage (1946)
- Mamma ti ricordo (I Remember Mama), regia di George Stevens (1948)
- Il ritorno del kentuckiano (The Fighting Kentuckian), regia di George Waggner (1949)
- K2 operazione controspionaggio (Spy Hunt), regia di George Sherman (1950)
- Il vascello misterioso (Sealed Cargo), regia di Alfred L. Werker (1951)
- Hinter Klostermauern, regia di Harald Reinl (1952)
- Türme des Schweigens, regia di Hans Bertram (1952)
- La bocca che sognava (Der träumende Mund), regia di Josef von Báky (1953)
- Circo in fiamme (Salto mortale), regia di Viktor Tourjanski (1953)